# Mongolia ai Giochi della XXXIII Olimpiade
La Mongolia ha partecipato ai Giochi della XXXIII Olimpiade, svoltisi a Parigi dal 26 luglio all'11 agosto 2024, con una delegazione di 32 atleti, 14 uomini e 18 donne, in 9 discipline.
I portabandiera alla cerimonia di apertura sono stati Bat-Ochiryn Ser-Od e Oyuntsetseg Yesügen.

## Delegazione
| Sport             | Uomini | Donne | Totale |
| ----------------- | ------ | ----- | ------ |
| Atletica leggera  | 1      | 2     | 3      |
| Ciclismo          | 1      | 0     | 1      |
| Judo              | 5      | 5     | 10     |
| Lotta             | 3      | 6     | 9      |
| Nuoto             | 1      | 1     | 2      |
| Pugilato          | 0      | 2     | 2      |
| Sollevamento pesi | 0      | 1     | 1      |
| Tiro              | 2      | 1     | 3      |
| Tiro con l'arco   | 1      | 0     | 1      |
| Totale            | 14     | 18    | 32     |

## Risultati

### Atletica leggera
Gli atleti mongoli di atletica leggera hanno raggiunto gli standard di ingresso per Parigi 2024, superando il punteggio di qualificazione diretta (o il tempo per le gare su pista e su strada) o tramite la classifica mondiale, negli eventi seguenti (un massimo di 3 atleti ciascuno):
| Q | Qualificato al turno successivo per la posizione in qualificazione                                                           |
| q | Qualificato per il turno successivo per ripescaggio o, negli eventi su campo, conquistando la misura minima per qualificarsi |

Eventi su pista
| Athlete                     | Event              | Final   | Final |
| Athlete                     | Event              | Result  | Rank  |
| --------------------------- | ------------------ | ------- | ----- |
| Bat-Ochiryn Ser-Od          | Maratona maschile  | 2h42'33 | 71º   |
| Galbadrakhyn Khishigsaikhan | Maratona femminile |         |       |
| Bayartsogtyn Mönkhzayaa     | Maratona femminile |         |       |

### Ciclismo su strada
La Mongolia ha iscritto un corridore maschio per competere nelle gare di corsa su strada maschile alle Olimpiadi. La Mongolia si è assicurata tale quota attraverso la classifica nazionale UCI.
| Atleta                | Evento                  | Tempo | Posizione |
| --------------------- | ----------------------- | ----- | --------- |
| Sainbayar Jambaljamts | Corsa in linea maschile |       |           |

### Judo
| Atleta                      | Evento           | 16-esimi             | Ottavi               | Quarti               | Semifinali           | Ripescaggio          | Med. bronzo          | Finale               | Posizione |
| Atleta                      | Evento           | Avversario Risultato | Avversario Risultato | Avversario Risultato | Avversario Risultato | Avversario Risultato | Avversario Risultato | Avversario Risultato | Posizione |
| --------------------------- | ---------------- | -------------------- | -------------------- | -------------------- | -------------------- | -------------------- | -------------------- | -------------------- | --------- |
| Enkhtaivany Ariunbold       | 60 kg maschile   |                      |                      |                      |                      |                      |                      |                      |           |
| Battogtokhyn Erkhembayar    | 66 kg maschile   |                      |                      |                      |                      |                      |                      |                      |           |
| Batzayaagiin Erdenebayar    | 73 kg maschile   |                      |                      |                      |                      |                      |                      |                      |           |
| Batkhuyagiin Gonchigsüren   | 100 kg maschile  |                      |                      |                      |                      |                      |                      |                      |           |
| Odkhüügiin Tsetsentsengel   | +100 kg maschile |                      |                      |                      |                      |                      |                      |                      |           |
| Bavuudorjiin Baasankhüü     | 48 kg femminile  |                      |                      |                      |                      |                      |                      |                      |           |
| Lkhagvasürengiin Sosorbaram | 52 kg femminile  |                      |                      |                      |                      |                      |                      |                      |           |
| Lkhagvatogoogiin Enkhriilen | 57 kg femminile  |                      |                      |                      |                      |                      |                      |                      |           |
| Otgonbayaryn Khüslen        | 57 kg femminile  |                      |                      |                      |                      |                      |                      |                      |           |
| Amarsaikhany Adiyaasüren    | +78 kg femminile |                      |                      |                      |                      |                      |                      |                      |           |

Misto
| Atleta | Evento | 16-esimi             | Ottavi               | Quarti               | Semifinali           | Ripescaggio          | Med. bronzo          | Finale               | Posizione |
| Atleta | Evento | Avversario Risultato | Avversario Risultato | Avversario Risultato | Avversario Risultato | Avversario Risultato | Avversario Risultato | Avversario Risultato | Posizione |
| ------ | ------ | -------------------- | -------------------- | -------------------- | -------------------- | -------------------- | -------------------- | -------------------- | --------- |
|        | Team   |                      |                      |                      |                      |                      |                      |                      |           |

### Lotta

#### Libera
| Atleta                     | Evento          | Ottavi               | Quarti               | Semifinali           | Ripescaggio          | Finale / FB          | Pos. |
| Atleta                     | Evento          | Avversario Risultato | Avversario Risultato | Avversario Risultato | Avversario Risultato | Avversario Risultato | Pos. |
| -------------------------- | --------------- | -------------------- | -------------------- | -------------------- | -------------------- | -------------------- | ---- |
| Tömör-Ochiryn Tulga        | 65 kg maschile  |                      |                      |                      |                      |                      |      |
| Byambasürengiin Bat-Erdene | 86 kg maschile  |                      |                      |                      |                      |                      |      |
| Mönkhtöriin Lkhagvagerel   | 125 kg maschile |                      |                      |                      |                      |                      |      |
| Dolgorjavyn Otgonjargal    | 50 kg femminile |                      |                      |                      |                      |                      |      |
| Batkhuyagiin Khulan        | 53 kg femminile |                      |                      |                      |                      |                      |      |
| Boldsaikhany Khongorzul    | 57 kg femminile |                      |                      |                      |                      |                      |      |
| Pürevdorjiin Orkhon        | 62 kg femminile |                      |                      |                      |                      |                      |      |
| Enkhsaikhany Delgermaa     | 68 kg femminile |                      |                      |                      |                      |                      |      |
| Enkh-Amaryn Davaanasan     | 76 kg femminile |                      |                      |                      |                      |                      |      |

### Nuoto
| Atleta                 | Evento                           | Batterie | Batterie  | Semifinali | Semifinali | Finale | Finale    |
| Atleta                 | Evento                           | Tempo    | Posizione | Tempo      | Posizione  | Tempo  | Posizione |
| ---------------------- | -------------------------------- | -------- | --------- | ---------- | ---------- | ------ | --------- |
| Batbayar Enkhtamir     | 100 m stile libero maschile      |          |           |            |            |        |           |
| Batbayaryn Enkhkhüslen | 200 metri stile libero femminile |          |           |            |            |        |           |

### Pugilato
La Mongolia ha iscritto due pugili al torneo olimpico. Oyuntsetsegiin Yesügen (pesi mosca femminili) si è assicurata un posto nella rispettiva divisione avanzando alla finale e alla semifinale ai Giochi Asiatici del 2022 a Hangzhou, Cina.
| Atleta                      | Evento          | 16-esimi             | Ottavi               | Quarti               | Semifinali           | Finale               | Posizione |
| Atleta                      | Evento          | Avversario Punteggio | Avversario Punteggio | Avversario Punteggio | Avversario Punteggio | Avversario Punteggio | Posizione |
| --------------------------- | --------------- | -------------------- | -------------------- | -------------------- | -------------------- | -------------------- | --------- |
| Oyuntsetsegiin Yesügen      | Mosca femminili |                      |                      |                      |                      |                      |           |
| Möngöntsetsegiin Enkhjargal | Gallo femminili |                      |                      |                      |                      |                      |           |